# 海滩 (北达科他州)
海滩（英語：Beach），是美国北达科他州戈爾登瓦利縣的一個市鎮。根据2010年美国人口普查，该市有人口1,019人。2013年估计该市有人口1,103人。